# Norsbron
Norsbron is een plaats in de gemeente Karlstad in het landschap Värmland en de provincie Värmlands län in Zweden. De plaats heeft 192 inwoners (2005) en een oppervlakte van 65 hectare.